# Козьмодемьянское (Граховский район)
Козьмодемьянское — заброшенное село в Граховском районе Удмуртии, на реке Кузебайка.
По итогам десятой ревизии в 1859 году в 13 дворах казённой деревни Козмодемьянской (Сарали Верхние) при ключе Вершины Уськи проживало 173 жителя.
До 1921 года село входило в состав Граховской волости Елабужского уезда (с 1921 года — Можгинского). С 1925 по 1954 годы в селе располагался административный центр Козьмодемьянского сельсовета, в состав которого входили населённые пункты: село Козьмодемьянское, починок Кузнецово, деревни Мамаево и Большой Пал. В 1954 году Козьмодемьянский сельсовет упразднён и село отошло к Лебедевскому сельсовету, но в 1961 году Лебедевский сельсовет постигла та же участь и Козьмодемьянское входит в состав Мещеряковского сельсовета, переименованного спустя три года в Лолошур-Возжинский сельсовет.
Указом Президиума Верховного Совета УАССР от 31 июля 1984 года село Козьмодемьянское Лолошур-Возжинского сельсовета было исключено с учёта.
В настоящее время все жители покинули село, закрытая в 1930-е годы Иоанно-Предтеченская церковь разрушена.